# Greta Svabo Bech
Greta Svabo Bech (født 1987 i Torshavn) er en færøsk sanger og sangskriver. Greta er den første færing, som har opnået at få en nominering til en Grammy Award, det skete i 2012, da hun sang Deadmau5's sang Raise Your Weapon.

## Opvækst og karriere
Greta voksede op i flere forskellige lande. Hun blev født i Tórshavn på Færøerne og boede der de første 3 år, derefter flyttede familien til Portugal, hvor de boede til Greta var 5-år gammel, og herefter til England. Der boede familien indtil Greta var 10-år gammel, hvorefter familien flyttede til Singapore, hvor de boede indtil Greta som 18-år gammel flyttede til Færøerne for at finde tilbage til rødderne. Efter at have boet på Færøerne i ca. et år flyttede Greta til England, hvor hun studerede musik og filosofi. Hun blev uddannet som kandidat nogle år senere. I 2013 flyttede hun til Miðvágur på øen Vágar på Færøerne sammen med sin engelske kæreste.
Greta lærte at spille violin fra hun var 5 år gammel. Mens hun boede på Færøerne som 18-19 årig, tog hun det første året af en musikals gymnasial uddannelse, Tórshavns Musikskoles MGK linje. Uddannelsen tager tre år, men efter et år flyttede Greta til Liverpool for at studere, først musik og derefter filosofi. Medens Greta studerede på universitet i Liverpool, var hun med til at etablere bandet Picture Book sammen med brødrene Dario Brigham-Bowes (keyboards/beats/percussion) og Lorne Ashley Brigham-Bowes (guitar/percussion), hvor hun var medlem i 4 år. I 2010 sang hun en sang, som den kendte canadiske producer Deadmau5 udgav. Sangen kaldes Raise Your Weapon og blev bl.a. udgivet som video på Youtube og som single i 2011. Sangen er også med på Deadmau5's album 4 x 4 = 12, som blev udgivet den 6. december 2011. Sangen blev nomineret som Bedste dance optagelse (Best Dance Recording) ved den 54. Grammy Awards fest. Selve Grammy Awards festen blev afholdt den 12. februar 2012. Greta har udtalt til en engelsk musikhjemmeside, at manden bag Deadmau5, Joel Zimmerman, havde hørt nogle af Picture Book's sange igennem hans pladeselskab, og at han godt kunne lide sangene.
I 2012 og 13 har Greta samarbejdet med den italienske duo The Bloody Beetroots, hun synger bl.a. sangen Chronicles of a Fallen Love.
I september 2013 udgav den verdenskendte amerikanske sangerinde Cher et nyt album, Closer to the Truth. Greta har været med til at skrive tekst og melodi til en af sangene på albummet, sangen kaldes "My love".

## Musikudgaver

### Singles
- Shut Up & Sing (2013)
- Broken Bones (2013)

### EPs
- Shut Up & Sing Reloaded (2013) - har 5 versioner av Shut Up & Sing, med remixes fra: Zeds Dead, The Frederik, Designer Drugs, og en "Uncovered" version.[7]

### Som Featured Artist
- Fire Inside - Gemini (fra "Fire Inside EP") (2012)
- Chronicles of a Fallen Love - Greta Svabo Bech & The Bloody Beetroots

### Andre Sanger
| År   | Sang              | Artist               | Album                                          | Rolle                |
| ---- | ----------------- | -------------------- | ---------------------------------------------- | -------------------- |
| 2010 | Raise Your Weapon | Deadmau5             | 4x4=12                                         | Vokalist             |
| 2013 | My Love           | Cher                 | Closer to the Truth                            | Sangskriver          |
| 2013 | Circles           | Greta Svabo Bech     | In a Time Lapse (Ludovico Einaudi Remixes, EP) | Vokalist/Sangskriver |
| 2013 | Runaway           | The Bloody Beetroots | Hide                                           | Vokalist/Sangskriver |

## Priser og nomineringer
- 2012 - Nomineret til 54. Grammy Awards[11] for sangen Raise Your Weapon i kategorien Best Dance Recording sammen med Deadmau5.
- 2012 - Nomineret til bedste sangerinde til Planet Awards 2012 på Færøerne[12]
- 2014 - Årets sangerinde ved Faroese Music Awards i pop kategorien[13]
- 2014 - Årets musikvideo ved Faroese Music Awards for Broken Bones

## Eksterne links
- Greta Svabo Bechs hjemmeside
- Greta Svabo Bechs Facebook-side
- Raise Your Weapon på YouTube
- www.dr.dk/musik
- Greta Svabo Bech på Discogs
- Greta Svabo Bech på MusicBrainz